# Marc Guéhi
Addji Keaninkin Marc-Israel Guéhi (Abidjan, 2000. július 13. –) elefántcsontparti származású angol labdarúgó, hátvéd. A Premier Leagueben szereplő Crystal Palace játékosa, és az angol válogatott tagja.

## Pályafutása

### Chelsea
2019. május 12-én Guéhit először nevezték be a Premier League-ben csereként a Leicester City FC vendégeként vívott 0–0-s döntetlen során.

#### Swansea City
2020. január 10-én a 2019/20-as idény hátralevő részében csatlakozott a walesi együtteshez.
Január 25-én lépett pályára első alkalommal a Swansea színeiben a Stoke City elleni 2–0-ra elvesztett bajnokin.
Augustus 26-án másodszor is csatlakozott kölcsönben a csapathoz, a 2020/21-es idény végéig.

### Crystal Palace
2021. július 18-án írt alá 2026 nyaráig a londoni csapathoz.
Augusztus 14-én nevelőegyüttese ellen mutatkozott be a csapatban, a 2021/22-es idény első fordulójában a Chelsea elleni 3–0-ra elvesztett idegenbeli bajnokin.
November 20-án szerezte karrierje első találatát, idegenbeli környezetben a Burnley elleni 3–3-s mérkőzésén. A következő fordulóban szerezte második gólját a Aston Villa ellen.
2022 márciusában a hónap legjobb játékosa lett, majd a 2021/22-es szezon legjobb játékosának választották a csapatban.

### A Válogatottban
2022. március 17-én Gareth Southgate válogatta be első alkalommal a csapatba, a márciusi felkészülési mérkőzésekre.
Március 26-án debütált a Svájc elleni 2–1-re megnyert mérkőzésen.

## Magánélete
Guéhi Elefántcsontpartban született egyéves korában családjával Afrikából vándoroltak Európába, és Angliába telepedtek le.
Apja lelkész.

## Statisztika
2022. augusztus 07-i állapot szerint
| Klub                   | Szezon           | Bajnokság        | Bajnokság | Bajnokság | Kupa  | Kupa  | Ligakupa | Ligakupa | Nemzetközi | Nemzetközi | Egyéb | Egyéb | Összes | Összes |
| Klub                   | Szezon           | Liga             | Merk.     | Gólok     | Mérk. | Gólok | Mérk.    | Gólok    | Mérk.      | Gólok      | Mérk. | Gólok | Mérk.  | Gólok  |
| ---------------------- | ---------------- | ---------------- | --------- | --------- | ----- | ----- | -------- | -------- | ---------- | ---------- | ----- | ----- | ------ | ------ |
| Chelsea                | 2018/19          | Premier League   | 0         | 0         | —     | —     | —        | —        | —          | —          | —     | —     | 0      | 0      |
| Chelsea                | 2019/20          | Premier League   | 0         | 0         | —     | —     | 2        | 0        | 0          | 0          | —     | —     | 2      | 0      |
| Chelsea                | Összesen         | Összesen         | 0         | 0         | 0     | 0     | 2        | 0        | 0          | 0          | 0     | 0     | 2      | 0      |
| Swansea City (kölcsön) | 2019/20          | Championship     | 12        | 0         | —     | —     | —        | —        | —          | —          | 2     | 0     | 14     | 0      |
| Swansea City (kölcsön) | 2020/21          | Championship     | 40        | 0         | 2     | 0     | —        | —        | —          | —          | 3     | 0     | 45     | 0      |
| Swansea City (kölcsön) | Összesen         | Összesen         | 52        | 0         | 2     | 0     | 0        | 0        | 0          | 0          | 5     | 0     | 59     | 0      |
| Crystal Palace         | 2021/22          | Premier League   | 36        | 2         | 5     | 2     | 1        | 0        | —          | —          | —     | —     | 42     | 4      |
| Crystal Palace         | 2022/23          | Premier League   | 1         | 0         | 0     | 0     | 0        | 0        | —          | —          | —     | —     | 1      | 0      |
| Crystal Palace         | Összesen         | Összesen         | 37        | 2         | 5     | 2     | 1        | 0        | 0          | 0          | 0     | 0     | 43     | 4      |
| KARRIER ÖSSZESEN       | KARRIER ÖSSZESEN | KARRIER ÖSSZESEN | 89        | 2         | 7     | 2     | 3        | 0        | 0          | 0          | 5     | 0     | 104    | 4      |

### A válogatottban
2022. június 11-i állapot szerint.
| Anglia   | Anglia | Anglia |
| Év       | Mérk.  | Gólok  |
| -------- | ------ | ------ |
| 2022     | 3      | 0      |
| ÖSSZESEN | 3      | 0      |

## Sikerei, díjai
- Anglia U17
  - 2017-es Európa Bajnokság